# Parietaria lekarska

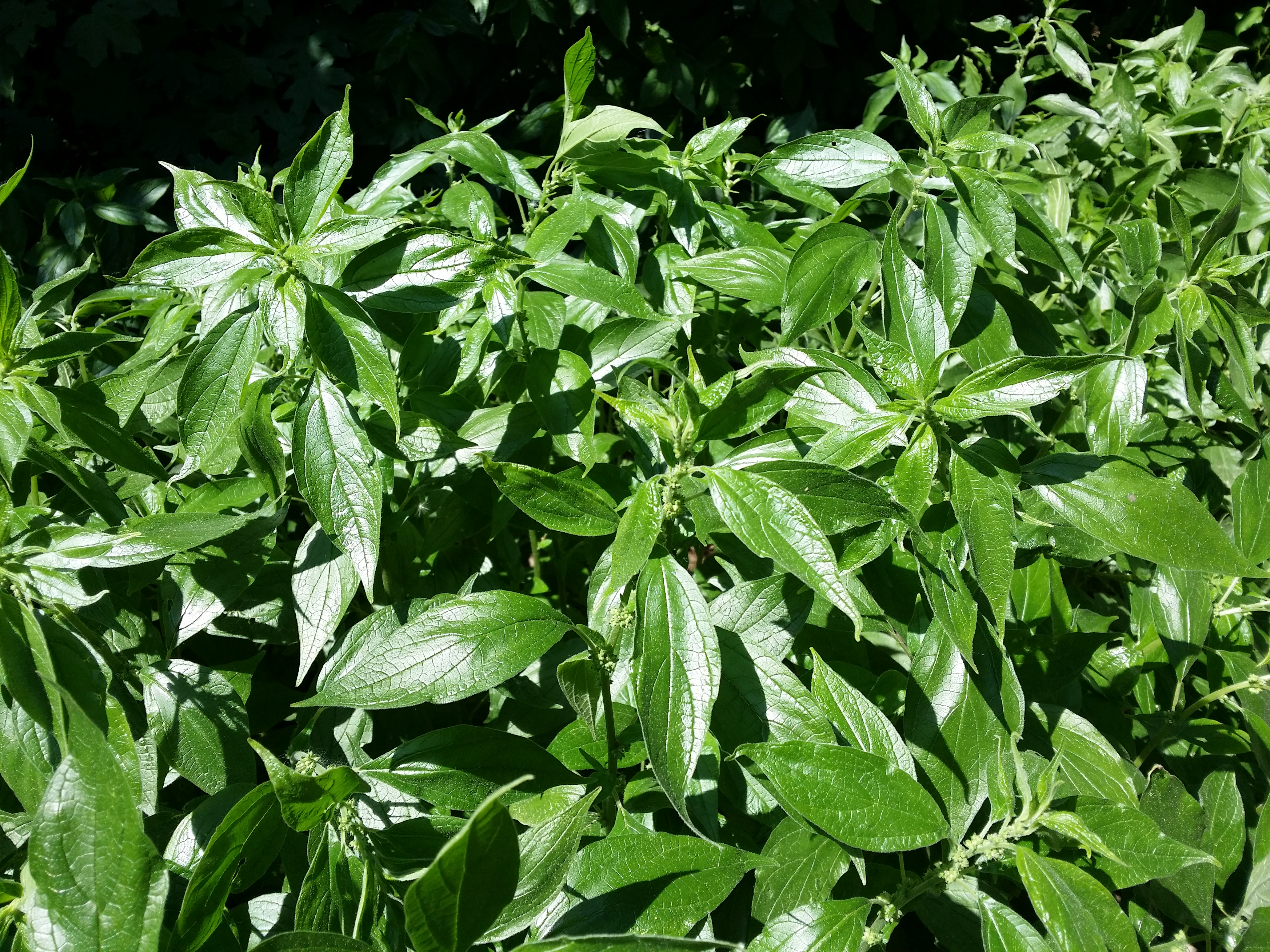
Pokrój

Parietaria lekarska, pomurnik lekarski (Parietaria officinalis L.) – gatunek rośliny z rodziny pokrzywowatych. Nazwa parietaria pochodzi od łacińskiego słowa ściana, co odnosi się do głównego siedliska tej rośliny (pęknięcia murów).

## Rozmieszczenie geograficzne
Pochodzi z obszaru śródziemnomorskiego i środkowej Europy. Rozprzestrzenił się, i poza Antarktydą występuje na wszystkich kontynentach i na wielu wyspach.  W Polsce jest dość rzadki. Występuje w rozproszeniu, głównie w północno-zachodniej i zachodniej części kraju. Status we florze Polski: archeofit, miejscami efemerofit. Jest reliktem dawnych upraw.

## Morfologia
ŁodygaOsiągająca do 80, rzadko do 100 cm wysokości. Pęd jest nierozgałęziony lub słabo rozgałęziony, prosto wzniesiony. Inaczej, niż u innych roślin z rodziny pokrzywowatych owłosiona jest włoskami prostymi i nieparzącymi.
LiścieUlistnienie skrętoległe. Liście bez przylistków, o długości do 10 cm, rzadko nieco dłuższe, o szerokości do 4 cm. Blaszka liściowa całobrzega, kształtu jajowatolancetowatego, zaostrzona, z wierzchu błyszcząca, ciemnozielona, od spodu jaśniejsza. Naga lub skąpo owłosiona. Ogonek liściowy krótszy od blaszki.
KwiatyNiewielkie, zielonkawe, zebrane w kuliste, gęste kwiatostany w kątach liści. Występują zarówno kwiaty obupłciowe, jak i żeńskie. Okwiat dzwonkowaty, zielony o długości do 3 mm. składa się z 4 działek, przy czym 2 działki są mniejsze, 2 większe. Słupek jeden, złożony z dwóch owocolistków, pręciki 4.
OwocJednonasienny orzeszek. Odpada razem z okwiatem.

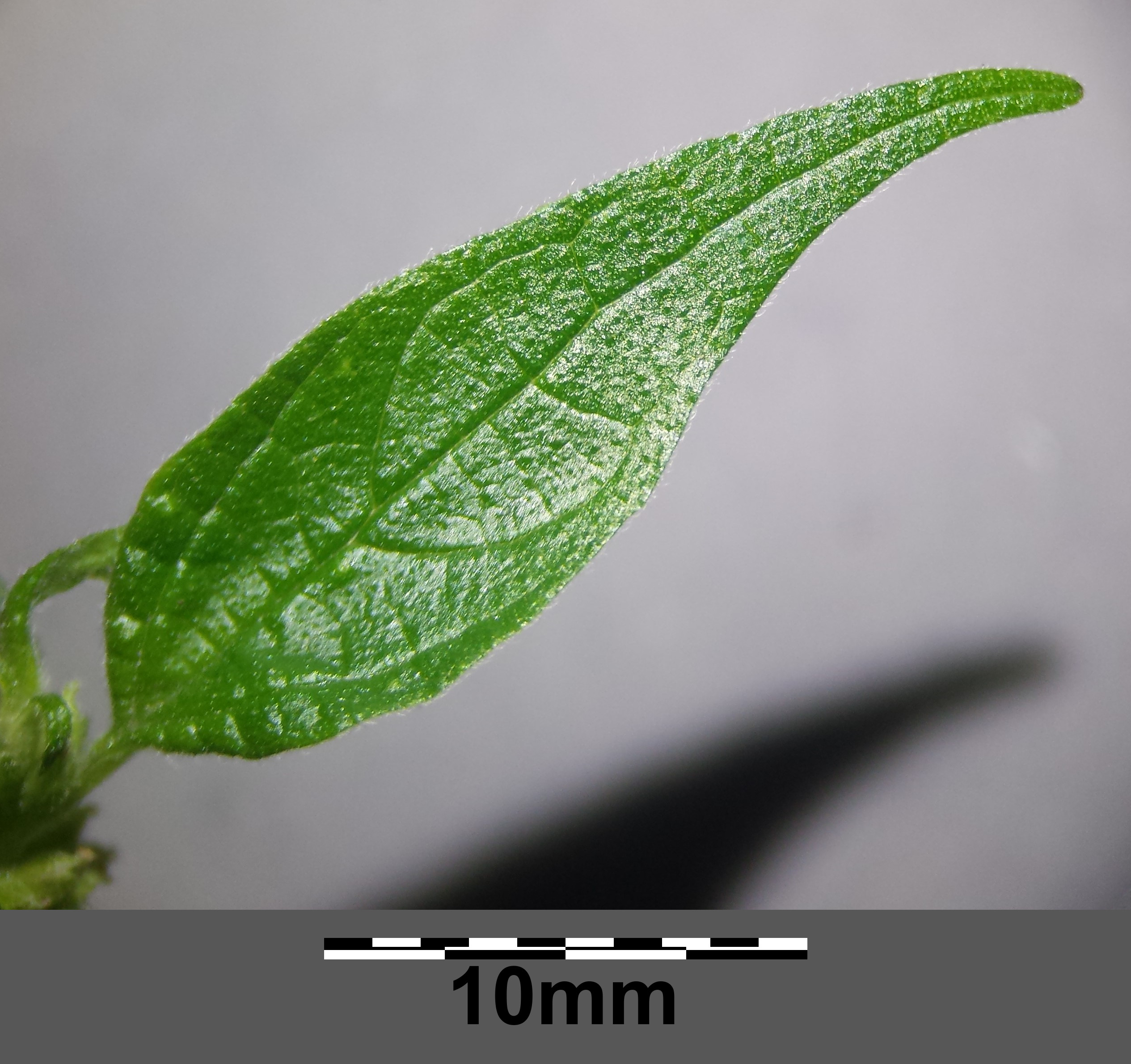
Liść
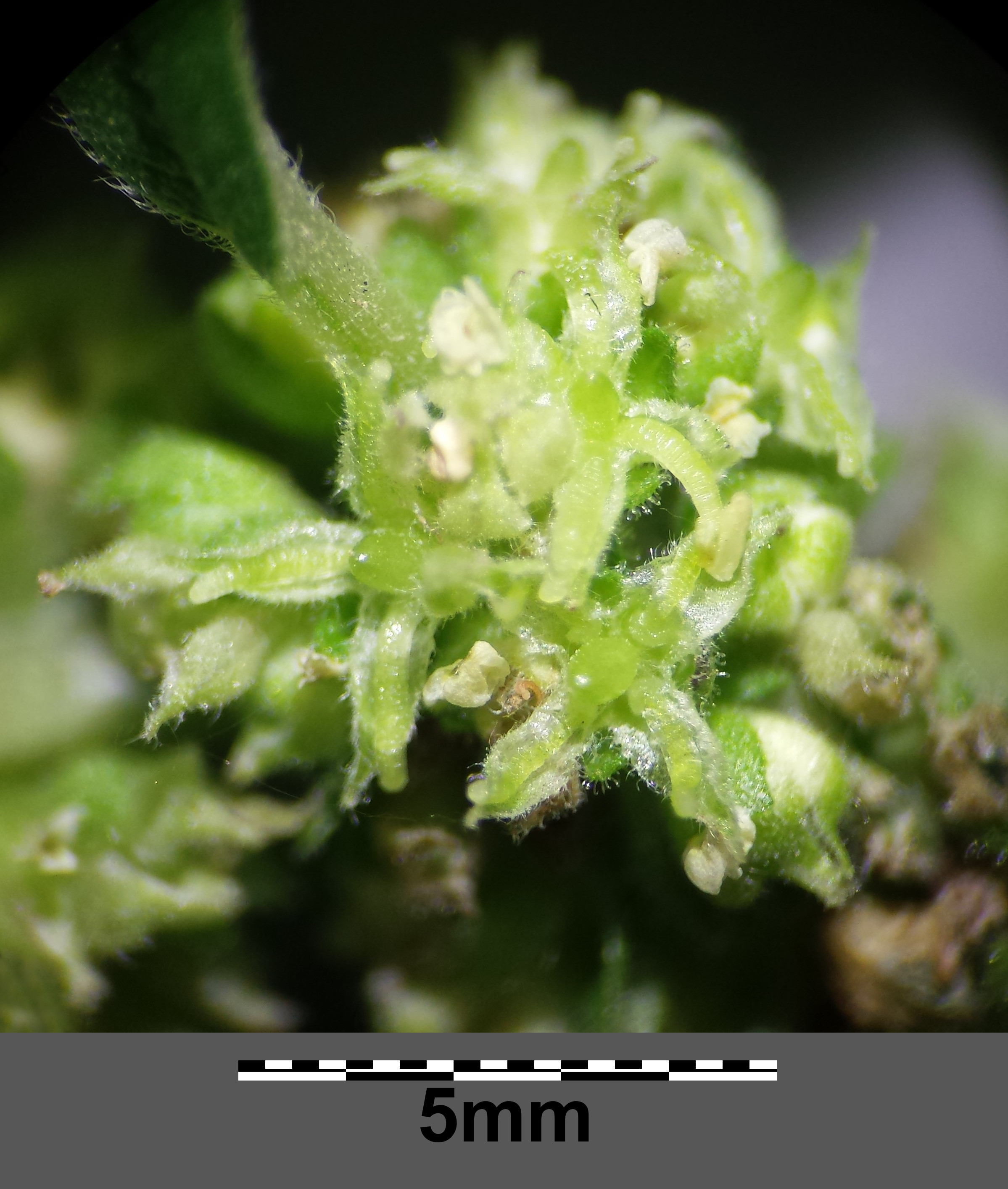
Kwiaty
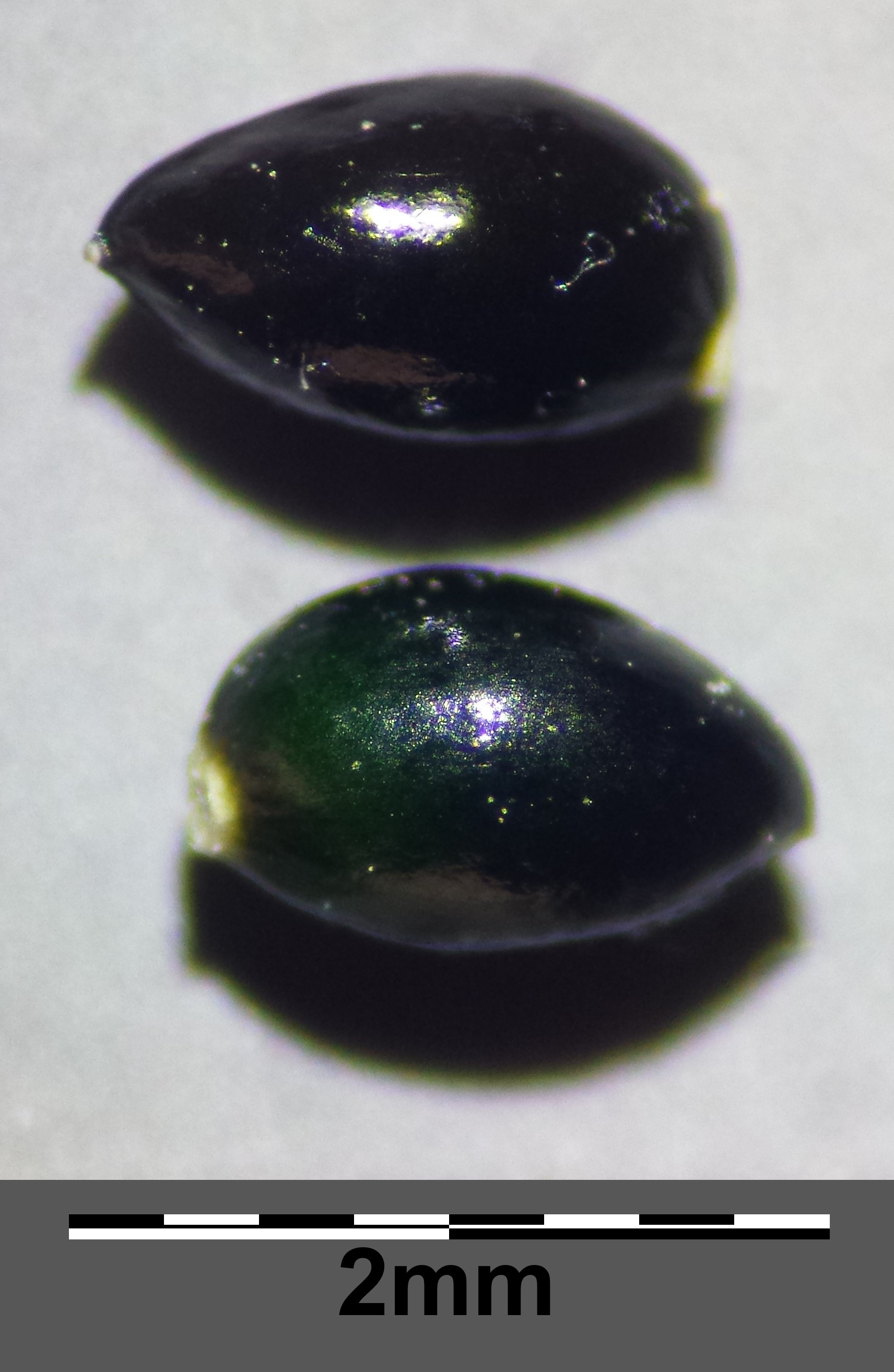
Nasiona

## Biologia – ekologia
Bylina, hemikryptofit. Kwitnie od czerwca do września. Roślina synantropijna, rosnąca na siedliskach ruderalnych: na przydrożach, w szczelinach murów, na terenach kolejowych, pod płotami, w przydrożnych zaroślach. Jest umiarkowanie ciepłolubna i światłolubna. Liczba chromosomów 2n = 14.
Na liściach pasożytuje grzyb Podosphaera parietariae powodujący mączniaka prawdziwego, żeruje mszyca Aphis parietariae i owady minujące: Agromyza anthracina, Cosmopterix pulchrimella i Cosmopterix turbidella.

## Zastosowanie
- Roślina lecznicza o podobnych własnościach, jak parietaria pensylwańska[7]. Surowiec zielarski: całe ziele. Wykazuje działanie moczopędne.  Dawniej używana była w leczeniu chorób pęcherza moczowego i nerek. Stosowano ją również przy leczeniu artretyzmu i reumatyzmu, jak również jako lek przeciwkaszlowy. Może być używana do łagodzenia bólu ran i oparzeń[11].
- W średniowieczu jej zielem czyszczono szkło i naczynia kuchenne[7].

## Zagrożenia i ochrona
Gatunek umieszczony na polskiej czerwonej liście w kategorii NT (bliski zagrożenia).